# Place Charles-Béraudier
La place Charles-Béraudier est une place lyonnaise située dans le 3e arrondissement. Cette place est totalement réhabilitée entre 2018 et 2025 avec la création d'une place sur deux niveaux.

## Situation
La place est située à côté du boulevard Vivier-Merle. L'une des deux entrées de la gare de Lyon-Part-Dieu donne sur cette place. La bibliothèque municipale de la Part-Dieu est située en face, de l'autre côté du boulevard. 

## Origine du nom
Elle est nommée ainsi en hommage à Charles Béraudier (1920-1988), homme politique et résistant français,. Il est adjoint au maire de Lyon entre 1957 et 1988, député du Rhône entre 1959 et 1962 et président de la région Rhône-Alpes entre 1981 et 1988.

## Histoire
Jusqu'en février 2018, la station Gare Part-Dieu - Vivier Merle (métro de Lyon) avait une sortie sur la place, où se trouvent également deux stations Vélo'v (3001 et 3002). 
Le 11 avril 2025, la place Charles-Béraudier voit la construction de la «place basse» se terminer, créant un espace en sous-sol incluant un dépose minute, un important parking à vélo, un nouvel accès au métro.